# Mu Tiezhu
Mu Tiezhu  (1er juin 1949 -  14 septembre 2008) est un joueur puis entraîneur chinois de basket-ball d'une taille de 2,28 m.

## Biographie
Né au Xian de Dongming au Shandong en 1949, il est le premier géant chinois apparu en équipe nationale, il fut sélectionné pendant 14 années. Il a joué au club des Bayi Rockets, avec une plus haute performance de 81 points dans un match. En match amical, il bat deux fois les Washington Bullets en avril 1979. Il a pris sa retraite de joueur en 1987 puis de coach en 2000.
Il a souvent été comparé à Sun Ming Ming, qui souffrait lui aussi d'acromégalie, et pouvait dunker sans que ses pieds ne quittent le sol. 
Pour des raisons politiques, il n'a pas été drafté en 1972. 
Il est décédé d'une crise cardiaque le 14 septembre 2008.

## Au cinéma
- The Silly Manager (1988)

## Titres
- Jeux asiatiques de 1978: champion
- Championnat d'Asie de basket-ball: champion en 1979, 1981, 1983.